# Епархия Стокгольма
Епархия Стокгольма (лат. Dioecesis Holmiensis) — епархия Римско-Католической церкви с центром в городе Стокгольм, Швеция. Епархия Стокгольма распространяет свою юрисдикцию на всю территорию Швеции. Епархия Стокгольма подчиняется непосредственно Святому Престолу. Кафедральным собором епархии Стокгольма является церковь святого Эрика.

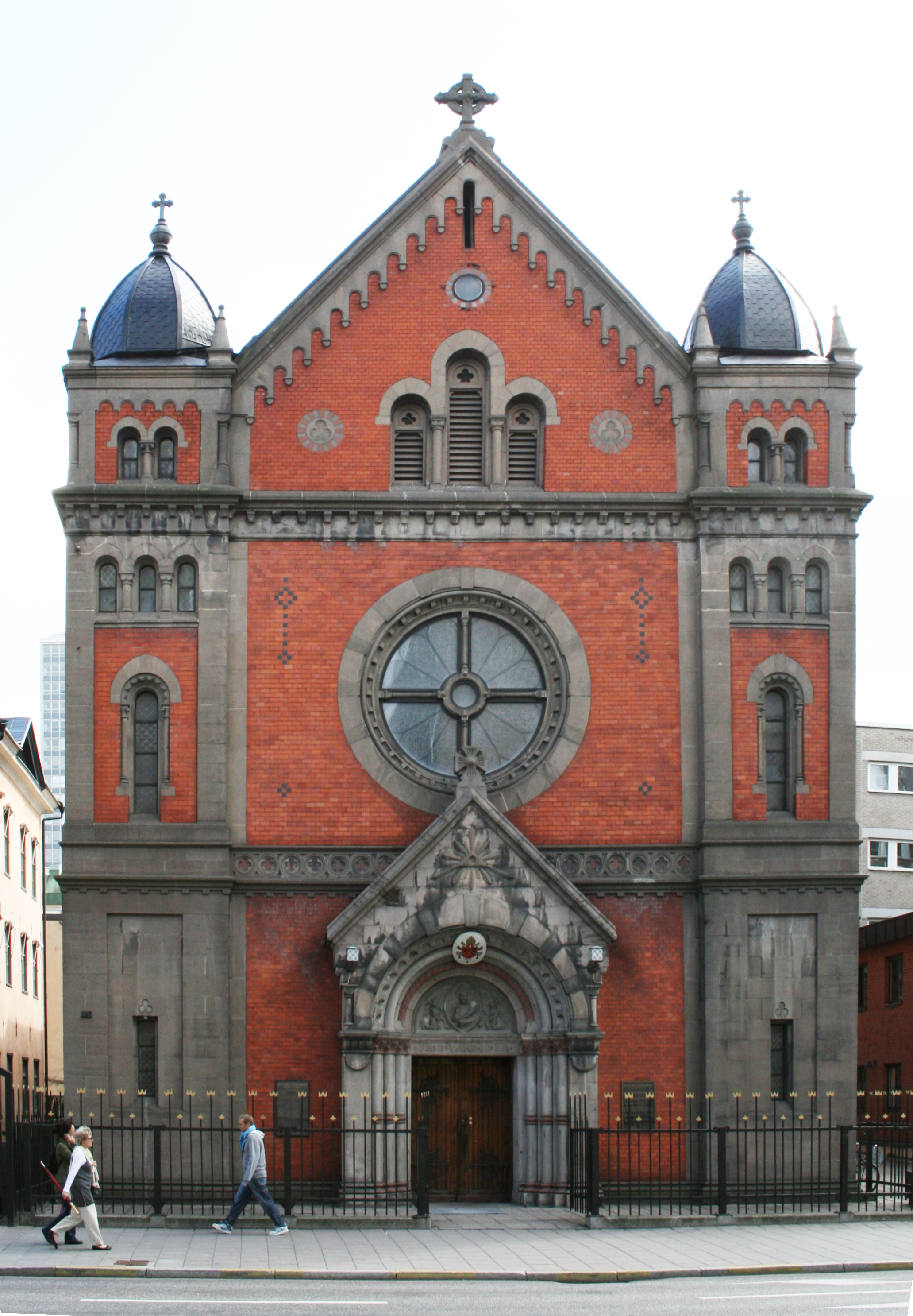
Собор святого Эрика, Стокгольм, Швеция

## История

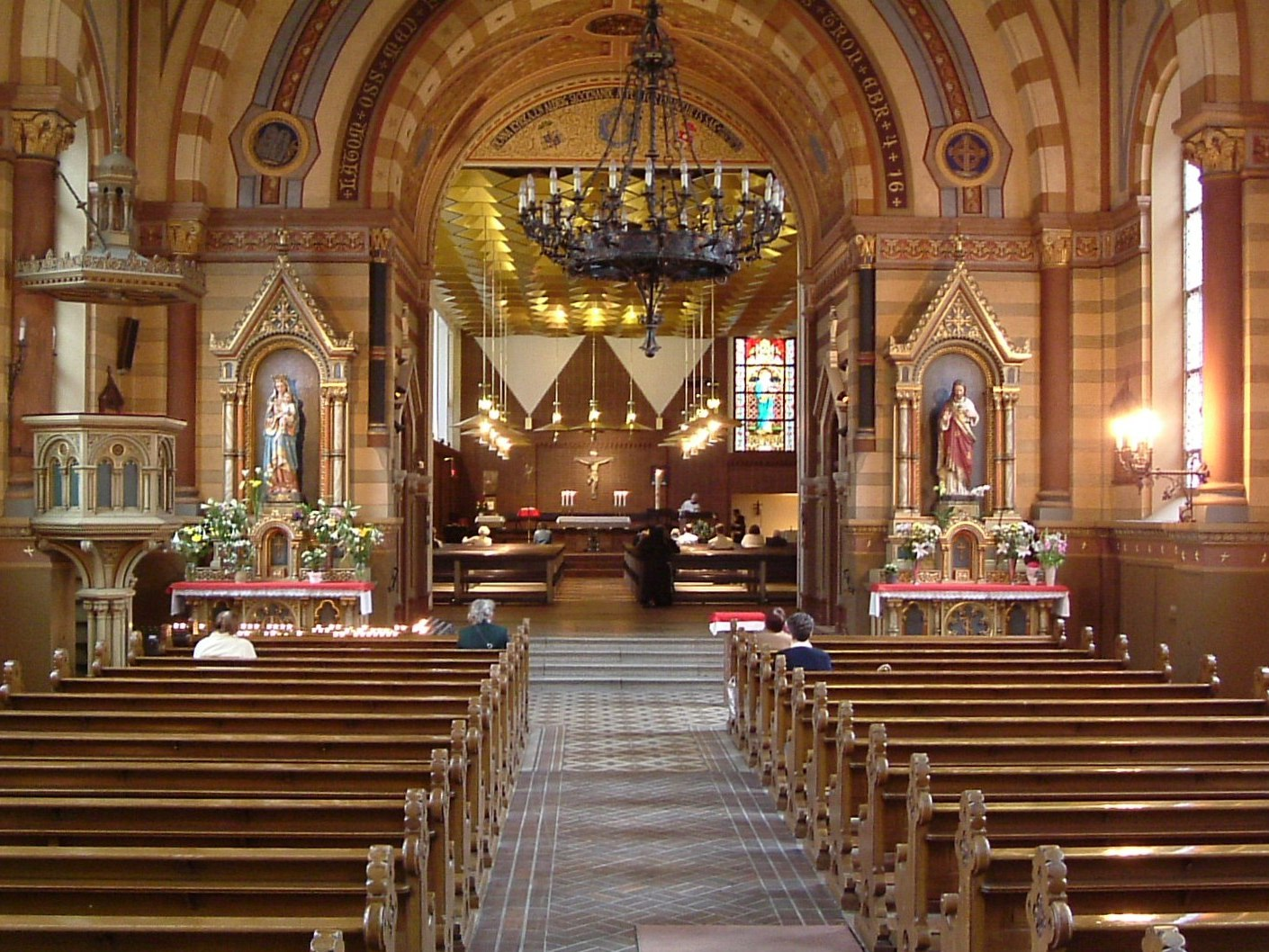
Внутренний интерьер собора святого Эрика

26 сентября 1783 года Святой Престол учредил апостольский викариат Швеции, выделив его из апостольского викариата Северной Германии.
7 августа 1868 года апостольский викариат Швеции передал часть своей территории для возведения новой миссии sui iuris Норвегии (сегодня — Епархия Осло).
29 июня 1953 года Римский папа Пий XII издал буллу Profecit valde, которой преобразовал апостольский викариат в епархию Швеции с прямым подчинением Святому Престолу.
Епархия Стокгольма входит в Конференцию католических епископов Скандинавии.

## Ординарии епархии
- епископ Nikolaus Oster (30.09.1783 — 1790);
- епископ Rafael d’Ossery (1790—1795);
- епископ Paolo Moretti (1795—1804);
- епископ Jean Baptiste Gridaine (1805 — 4.01.1832);
- епископ Jakob Laurentz Studach (10.08.1833 — 9.05.1873);
- епископ Johan Georg Huber (1.09.1874 — 25.03.1886);
- епископ Albert Bitter (27.07.1886 — 9.10.1922);
- епископ Johann Evangelist Müller (9.10.1922 — 1.08.1957);
- епископ Knut Ansgar Nelson (1.10.1957 — 2.07.1962);
- епископ Джон Эдвард Тейлор (2.07.1962 — 1976);
- епископ Хуберт Бранденбург (21.11.1977 — 17.11.1998);
- кардинал Андерс Арборелиус (17.11.1998 — по настоящее время).

## Источник
- Annuario Pontificio, Libreria Editrice Vaticana, Città del Vaticano, 2003, ISBN 88-209-7422-3
- Булла Profecit valde, AAS 46 (1954), стр. 40